# Ternstroemia glomerata
Ternstroemia glomerata là một loài thực vật thuộc họ Theaceae. Đây là loài đặc hữu của Jamaica. Chúng hiện đang bị đe dọa vì mất môi trường sống.